# 赤翅長頸金花蟲
赤翅長頸金花蟲（学名：[Lilioceris cyaneicollis] 错误：{{Lang}}：文本有斜体标记（帮助））为金花蟲科長頸金花蟲屬下的一个种。